# Détroit de Haro
Le détroit de Haro est l'un des détroits qui relient le détroit de Juan de Fuca et le détroit de Géorgie. Il sépare l'île de Vancouver et les îles Gulf de Colombie-Britannique avec les îles San Juan de l'État de Washington.
Il est nommé d'après Gonzalo López de Haro.